# Alphonso Jackson
Alphonso Jackson (Marshall, 9 settembre 1945) è un politico statunitense, Segretario della Casa e dello Sviluppo Urbano nell'amministrazione Bush Jr. dal 2004 al 2008.

## Biografia
Jackson è nato nel 1945 a Marshall, Texas, ed è cresciuto a South Dallas come il più giovane di dodici figli della famiglia. Sua madre era un'ostetrica, suo padre a volte lavorava fino a fare a tre lavori - come operaio di fonderia, bidello e paesaggista - per far quadrare i conti.
Frequentò la Truman State University e studiò scienze politiche. Nel 1969 ha ottenuto un master in amministrazione dell'istruzione. Ma invece di accettare un lavoro di insegnante, Jackson si iscrisse alla Washington University School of Law di St. Louis.
Nel marzo 1965, Jackson, allora matricola del college, partecipò alla prima marcia per i diritti civili da Selma a Montgomery, Alabama, che divenne nota come Bloody Sunday.